# HLA-B49
HLA-B49 هو نمط مصلي من مستضد الكريات البيضاء البشرية-ب.